# Deliphrosoma prolongatum
Deliphrosoma prolongatum är en skalbaggsart som först beskrevs av Arthur von Rottenberg 1873.  Deliphrosoma prolongatum ingår i släktet Deliphrosoma, och familjen kortvingar. Arten har ej påträffats i Sverige.